# De Meijere
De Meijere is een uit Hamburg afkomstig, later Nederlands geslacht dat vooral predikanten voortbracht.

## Geschiedenis
De stamreeks begint met Jan Cornelisz de Meijere die koopman was te Hamburg, vermeld wordt vanaf 1595 en voor 1623 overleed. Zijn kleinzoon Cornelis Cornelisz de Meijere (†1701) vestigde zich in 1678 als koopman te Amsterdam. De familie staat bekend als een vooraanstaand geslacht in de Amsterdamse handelswereld.
De familie werd in 1999 opgenomen in het Nederland's Patriciaat.

## Enkele telgen
Jan Pieter de Meijere (1781-1828), comptoirbediende
- Ds. Jacob Louis Frederik de Meijere (1804-1879), predikant
  - Ds. Jan Pieter de Meijere (1830-1910), predikant
    - Johanna Wilhelmina Elisabeth de Meijere (1868-1951); trouwde in 1896 met mr. Hendrik Coenraad Dresselhuys (1871-1926), lid van de Tweede Kamer

  - Ds. Johannes Cornelis de Meijere (1834-1911), predikant
    - Ds. Jacob Louis Frederik de Meijere (1862-1931), predikant
    - Prof. dr. Johannes Cornelis Hendrik de Meijere (1866-1947), entomoloog

  - Jan Dirk de Meijere (1836-1915), geneesheer
    - Jan Johannes Cornelis Jacob de Meijere (1879-1950), medisch student, fotograaf, kunstenaar (geëmigreerd naar Zweden); trouwde in 1908 met Tonia Milgens.
      - Antonia Marcella de Meijere (1908-1968), mannequin
        - Antonia Suzanne de Meijere (1934); trouwde in 1984 met Armando (1929-2018), beeldend kunstenaar, schrijver en musicus

      - Jan Lennart de Meijere (1921-2011), ingenieur in Zweden
      - Monica Margareta de Meyere (1925-1954), beeldend kunstenaar, schrijver in Zweden
      - Vilmund Aristide de Meyere (1931-2008), keramicus en kunstenaar in Zweden

    - Andries Christoffel de Meijere (1884-1959), groothandelaar in kaas
      - Anna Sophia Diderika Marie de Meijere (1909-1975), beeldend kunstenares, tekenares

  - Ds. Cornelis Adrianus de Meijere (1839-1914), predikant
    - Ds. Christian de Meijere (1870-1945), predikant
      - Mr. Cornelis Adrianus de Meijere (1908-1976), jurist en raadsheer en vicepresident van de Hoge Raad der Nederlanden; trouwde in 1935 met Hermanna Margaretha Huizinga (1912-1988), dochter van prof. dr. Johan Huizinga
        - Mr. Jacoba Margaretha de Meijere (1941), eigenaresse kostuum-historische collectie
- Johannes de Meijere (1820-1910), winkelier
  - Jacob Louis Frederik de Meijere (1857-1923), commissionair
    - Jacob Louis Frederik de Meijere 1890-1952), cacaohandelaar
      - Barend de Meijere (1927-1987), cacaohandelaar
        - Coco Florence de Meijere (1962-2011), modestyliste; trouwde in 1999 met Oger Lusink (1947), eigenaar en naamgever kledingketen Oger

Geslachten die opgenomen zijn in het sinds 1910 verschijnende genealogische naslagwerk Nederland's Patriciaat. Lijst volgens opgave van het CBG Centrum voor familiegeschiedenis.
A · B · C · D · E · F · G · H · I · J · K · L · M · N · O · P · Q · R · S · T · U · V · W · Y · Z